# Новое Шутнерово
Но́вое Шутне́рово (чув. Ҫӗньял) — деревня в Козловском районе Чувашской Республики России. Входит в состав Андреево-Базарского сельского поселения.

## География
Находится в северной части Чувашии на расстоянии приблизительно 26 км на запад-юго-запад от районного центра города Козловка.

## История
Известна с 1858 года, в 1897 году — 241 житель, в 1926 — 46 дворов, 230 жителей, 1939—247 жителей, в 1979—161. В 2002 году было 43 двора, в 2010 — 44 домохозяйства. В период коллективизации был образован колхоз «Ударник», в 2010 году действовало ООО «Владина-Агро».

## Население
Постоянное население составляло 110 человек (чуваши 100 %) в 2002 году, 116 в 2010.